# Warren Finnerty
Warren Finnerty est un acteur américain né le 9 avril 1925 à Brooklyn, New York (États-Unis), mort le 22 décembre 1974 à New York (New York).

## Filmographie
- 1960 : Crime, société anonyme (Murder, Inc.) : Bug Workman
- 1961 : Connection (The Connection) : Leach
- 1964 : Le Prêteur sur gages (The Pawnbroker) : Savarese
- 1964 : La Taule : Un gardien
- 1965 : Andy : Sanovich
- 1967 : Luke la main froide (Cool Hand Luke) de Stuart Rosenberg : Tattoo
- 1969 : Easy Rider : Rancher
- 1969 : La Valse des truands (Marlowe) de Paul Bogart : Manager
- 1969 : Scream Free! : Barney
- 1971 : Panique à Needle Park (The Panic in Needle Park) : Sammy
- 1971 : The Last Movie : Banker
- 1973 : Kid Blue : Wills
- 1973 : Le Flic ricanant (The Laughing Policeman) : Ripple, Outlaw Biker
- 1974 : Cockfighter : Sanders
- 1975 : Injun fender : Texan